# 에너토크
에너토크(Enertork Ltd.)는 대한민국의 산업용 전동 액추에이터 기업이다. 본사는 경기도 여주시 능서면 능여로 344에 위치해 있으며 대표이사는 장기원이다.

## 상장
2006년 02월 01일에 상장하였다.

## 참고 문헌
1. ↑  윤영민, 한국IR협의회 기술분석보고서-에너토크, 2020.11.26
2. ↑  에너토크, 한수원-캐나다 캔두 에너지 원전 해제 MOU 소식에 강세, 이투데이, 2022년 11월 22일
3. ↑  <코>에너토크, 전일 대비 10.44% 상승.. 일일회전율은 9.42% 기록, 서울경제, 2022년 12월 28일